# Rawbelle River
Der Rawbelle River ist ein Fluss im Südosten des australischen Bundesstaates Queensland.

## Geographie

### Flusslauf
Der Fluss entspringt rund zehn Kilometer nördlich des Mount Hindmarsh in der nördlichen Auburn Range, einem Teil der Great Dividing Range. Von dort fließt er nach Süden durch vollkommen unbesiedeltes Gebiet zur Siedlung Rawbelle, wo er zusammen mit dem Ditz Creek den Nogo River bildet.

### Nebenflüsse mit Mündungshöhen
Er hat folgende Nebenflüsse:
- Harami Creek – 308 m
- Holsworthy Creek – 308 m